# Bärbel Morstadt
Bärbel Morstadt (* 1975) ist eine deutsche Klassische Archäologin.
Bärbel Morstadt studierte zwischen 1996 und 2002 Klassische Archäologie, Altorientalistik und Kunstgeschichte an der Universität Würzburg. Unterbrochen wurde diese Zeit von einem Studienaufenthalt für das Sommersemester 2000 an der Universität Padua. Sie schloss ihr Studium 2002 in Würzburg mit der Arbeit Die orientalischen Bronzereliefs aus Brunnen 17 im Zeusheiligtum von Olympia mit dem Magister Artium-Titel ab. Bis 2003 schloss sich ein Volontariat bei der Zeitschrift Antike Welt in Mainz an. Noch im selben Jahr begann sie ein Promotionsstudium an der Universität Erlangen. Die Promotion erfolgte 2007 mit der Arbeit Thymiateria – Zeugnisse des Orientalisierungsprozesses im Mittelmeerraum bei Hartmut Matthäus. Zwischen Oktober und Dezember 2007 erarbeitete sie als Inhaberin eines Werkvertrags ein neues Ausstellungskonzept für das Roemer- und Pelizaeus-Museum in Hildesheim. Vom Sommersemester 2008 bis zum Wintersemester 2008/2009 hatte Morstadt eine Teilvertretung als Oberassistentin an der Universität Erlangen inne. In der Bochumer Zeit war sie Mitorganisatorin der internationalen Kolloquien Cyprus. Religion and Society from the Late Bronze Age to the End of the Archaic Period (2004) und Die Ursprünge Europas und der Orient – Kulturelle Beziehungen von der Späten Bronzezeit bis zur Frühen Eisenzeit (2007). 2009 wurde sie an der Ruhr-Universität Bochum Juniorprofessorin für die Archäologie der phönizischen Diaspora, von 2016 bis 2019 war dort Akademische Rätin auf Zeit. 2016/17 lehrte sie als Gastprofessorin an der Universität Tübingen. Nachdem sie im Sommersemester den Lehrstuhl vertreten hatte, wurde Morstadt Außerplanmäßige Professorin am Institut für Archäologische Wissenschaften.
Morstadt forscht vorrangig zu den Kulturkontakten im eisenzeitlichen Mittelmeerraum, zur Phönizischen Diaspora, zur Insel Zypern im 2. und 1. Jahrtausend v. Chr. sowie zum antiken Griechenland im frühen 1. Jahrtausend v. Chr. Sie forscht zu ökonomischen Austauschnetzen in Phönizien ebenso wie zu den phönizischen Bestattungssitten, zur Montanlandschaft im Südwesten Sardiniens und zur Nekropole von Monte Luma auf der Insel. Ein weiterer Forschungsschwerpunkt sind die Königsgräber von Tamassos.

## Schriften
- Phönizische Thymiateria. Zeugnisse des Orientalisierungsprozesses im Mittelmeerraum. Originale Funde, bildliche Quellen, originaler Kontext. (= Alter Orient und Altes Testament. Band 354), Ugarit-Verlag, Münster 2008, ISBN 978-3-86835-011-1.
- mit Anne Viola Siebert: Von Aphrodites Insel. Zyprische Altertümer im Museum August Kestner. (= Museum Kestnerianum, Band 18),
- Die Phönizier. von Zabern, Darmstadt 2015, ISBN 978-3-8053-4878-2.
- Herausgeberin mit Linda-Marie Günther: Phönizische, griechische und römische Gottheiten im historischen Wandel. (= Contextualizing the sacred, Band 5), Brepols, Turnhout 2015, ISBN 978-2-503-54457-1.
- Herausgeberin mit Alexander Berner, Jan-Marc Henke, Achim Lichtenberger, Anne Riedel: Das Mittelmeer und der Tod. Mediterrane Mobilität und Sepulkralkultur. Fink/Schöningh, Paderborn 2016, ISBN 978-3-7705-6070-7 (Fink) und ISBN 978-3-506-78522-0 (Schöningh).